# Daniel (Czokaluk)
Daniel, imię świeckie Bohdan Michajłowycz Czokaluk (ur. 22 sierpnia 1958 w Starej Żadowej, zm. 10 grudnia 2005) – biskup Ukraińskiego Kościoła Prawosławnego Patriarchatu Kijowskiego.

## Życiorys
Ukończył seminarium duchowne w Odessie (1979) i Moskiewską Akademię Duchowną (1983). 19 sierpnia tego samego roku metropolita odeski i chersoński Sergiusz został wyświęcony na diakona, jako celibatariusz. 28 sierpnia tego samego roku został wyświęcony na kapłana i zatrudniony w seminarium duchownym w Odessie jako wykładowca i pomocnik inspektora. 10 marca 1985 złożył wieczyste śluby mnisze w monasterze Zaśnięcia Matki Bożej w Odessie.
W latach 1987–1990 kontynuował studia teologiczne w Grecji. Od 1990 brał czynny udział w tworzeniu niekanonicznego Ukraińskiego Kościoła Prawosławnego Patriarchatu Kijowskiego. W 1991 metropolita kijowski Filaret podniósł go do godności ihumena. W 1992 został rektorem seminarium duchownego w Kijowie (Patriarchatu Kijowskiego), zaś w 1993 został przełożonym monasteru św. Michała Archanioła o Złotych Kopułach i rektorem Kijowskiej Akademii Duchownej.
23 stycznia 1994 w soborze św. Włodzimierza w Kijowie został wyświęcony na biskupa wyszhorodzkiego, wikariusza eparchii kijowskiej. W 2000 przeniesiony na katedrę rówieńską. W okresie sprawowania urzędu zreorganizował szkołę duchowną w Równem, otwierając seminarium duchowne, reaktywował monaster na Kozackich Mogiłach oraz otworzył męski monaster Zmartwychwstania Pańskiego w Hurbach i żeńskie klasztory św. Barbary i św. Mikołaja w Dubnie. W 2000 otrzymał godność arcybiskupią, zaś w 2004 – metropolity.
Uczestniczył w rozmowach z patriarchą konstantynopolitańskim Bartłomiejem w sprawie uznania Patriarchatu Kijowskiego za kanoniczny Kościół prawosławny. Urząd sprawował do śmierci w 2005.